# Transferrubel
Der Transferrubel (Abk.: XTR) war eine Rechnungswährung zur Verrechnung von Verbindlichkeiten, zur internationalen Warenwertbestimmung und als Einheit in bilateralen Handelsverträgen zwischen den staatlichen Planungsbehörden und Regierungen, die dem Rat für gegenseitige Wirtschaftshilfe (RGW) angehörten. Der Name orientierte sich am Sowjetischen Rubel.
Am 22. Oktober 1963 schlossen die Mitgliedsstaaten des RGW ein Abkommen über die Einführung des Transferrubels als Verrechnungseinheit und die Gründung der Internationalen Bank für Wirtschaftliche Zusammenarbeit (IBWZ) in Moskau als Clearingstelle. Im- und Exporte innerhalb des Wirtschaftsraumes der Mitgliedstaaten des RGW waren ausschließlich in Transferrubel bemessen.
Im Nichtsozialistischen Wirtschaftsgebiet spielte er mangels Konvertierbarkeit keine Rolle.
Die Verrechnungskurse zwischen den Währungen der Ostblockstaaten und dem Transferrubel waren festgelegt. So war der Umrechnungskurs von 1976 bis 1980 mit 1 Transferrubel = 5 Mark/Valutagegenwert (M/VGW) und von 1981 bis 1989 mit 1 Transferrubel = 4,67 M/VGW festgelegt.

## Clearingverfahren
In jedem Land des RGW wurde eine Außenhandelsbank bestimmt, die am Clearing teilnahm. Für die DDR war das die Deutsche Außenhandelsbank AG (DABA). Die Zahlung von Außenhandelsgeschäften erfolgte über diese Außenhandelsbanken. Die Forderungen der einzelnen nationalen Außenhandelsbanken untereinander wurde zentral bei der IBWZ miteinander verrechnet.

## Probleme des Transferrubelsystems
Das zentrale Problem der Zentralverwaltungswirtschaften in den RGW-Staaten – die unzureichende und politisch beeinflusste Ermittlung von Knappheit und Wert der Güter – welche in den konkurrierenden Marktwirtschaften aus Marktpreisen erkennbar waren, belastete auch das Transferrubelsystem.
Zu Beginn der 1980er Jahre betrugen die Kosten für Produkte der DDR beim Export in die UdSSR 3,6 bis 3,8 Mark der DDR je erhaltenem Transferrubel. Bei einem Kurs von 4,67 Mark der DDR erzielte die DDR damit Gewinne. Die naheliegende Ausweitung des Exportes war jedoch, bedingt durch die starren Planvorgaben der beteiligten Volkswirtschaften, nur begrenzt möglich. 1988 wurden nach interner Schätzung Waren im Wert von 32,8 Mrd. Mark der DDR in die Sowjetunion geliefert und über Transferrubel bezahlt. Auch andere Staaten wie Ungarn wurden auf diese Weise quasi durch die Sowjetunion subventioniert.
In allen RGW-Staaten wurden „weiche Waren“ von „harten Waren“ unterschieden. Während harte Waren weltmarktfähig waren und gegen harte Währungen in den „nichtsozialistischen Wirtschaftsraum“ exportiert werden konnten, waren weiche Waren in den Marktwirtschaften nicht absetzbar. Alle Staaten versuchten daher harte Waren gegen harte Währung zu exportieren, um auf diese Weise die für Import und Dienstleistungen aus dem „NSW“ wichtigen Devisen zu erwirtschaften, und weiche Waren gegen Transferrubel im RGW. Damit bestand ein Anreiz, schlechtere Qualität gegen Transferrubel zu exportieren, die in Marktwirtschaften nicht konkurrenzfähig gewesen wäre.

## Transferrubelbetrug
Mit der Einführung der DM in der DDR im Rahmen der Währungs-, Wirtschafts- und Sozialunion zum 1. Juli 1990 war dem Transferrubelsystem die Grundlage entzogen, da nun ein fester Umrechnungskurs zwischen der DM als frei konvertierbarer Währung und den nicht frei konvertierbaren Währungen der anderen RGW-Staaten entstand. Eine Abschaffung hätte jedoch den Export der DDR-Wirtschaft vollständig zum Erliegen gebracht, da die RGW-Staaten weder über Devisen verfügten, um die DDR-Produkte zu kaufen, noch die DDR-Produkte am Weltmarkt konkurrenzfähig gewesen waren.
Daher wurde das Transferrubelverfahren bis zum 31. Dezember 1990 beibehalten. Dies ermöglichte den Transferrubelbetrug, eine Form der vereinigungsbedingten Wirtschaftskriminalität. Hierbei exportierten deutsche Unternehmen in Scheingeschäften angeblich Waren in die RGW-Staaten, dort zahlten die angeblichen Empfänger in Transferrubeln und der angebliche Exporteur erhielt den Gegenwert in DM. Diese zu Marktkonditionen umgetauscht, ergaben ein Vielfaches der Beträge, die die angeblichen Empfänger in Landeswährung für die Transferrubel zahlen mussten.

## Das Ende des Transferrubels
Der Transferrubel-Verrechnungsverkehr mit den ehemaligen RGW-Ländern ist von der Bundesrepublik nach der Wiedervereinigung bis Ende 1990 aus Vertrauensschutzgründen fortgeführt worden. Noch heute werden aus dem Bundeshaushalt – wenn auch in geringem Umfang – Leistungen hierfür erbracht. Der Bund führt immer noch Rechtsstreite zur Eintreibung von Rückforderungen.
Auf der 45. Tagung des RGW wurde beschlossen, ab 1991 zur Verrechnung in harter Währung zu aktuellen Weltmarktpreisen überzugehen. Hierbei sollte stufenweise vorgegangen werden, um die wirtschaftliche Lage der einzelnen Länder zu berücksichtigen.

## Rezeption
Transferrubelbetrug war Gegenstand einer Episode der Serie Schwarz-Rot-Gold (Der Rubel rollt) und der Polizeiruf-110-Episode Wendemanöver.